# Be With You (アルバム)
『Be With You』（ビー・ウィズ・ユー）は、中島愛の2枚目のオリジナルアルバム。2012年3月7日にFlyingDogから発売された。

## 概要
前作『I love you』から約1年9ヶ月ぶりのリリースとなるオリジナルアルバム。特典LIVE DVDには、2011年6月4日に恵比寿リキッドルームにて行われた『恵比寿LIQUIDROOMMegumi Nakajima Premium Live〜誕生日まで待てない!〜』の模様が収録されている。本作のコンセプトは「人とのかかわり合い」であり、タイトルにも「中島と一緒に聴いてくれる人が常に一緒にいる。」という思いが込められている。曲順に関しては当初オーソドックスだったものを物語性を反映させるために朝から晩まで一緒にいたい気持ちになるように変更された。収録に際しては「相手の目を見つめながら歌うイメージ」を意識した事を明かしている。ジャケットは「12月に函館でデート」をイメージして撮影された。

## 収録曲
1. Wake Up! [4:24]
作詞・作曲・編曲：DANCE☆MAN、ホーン編曲：川松久芳
テンションが高く「度肝を抜かれる曲」楽曲のため、レコーディングの際はスタッフが観客になりきり、中島がそれを煽るという、ライブを意識した試みがなされた[3]。
また、トランペットで桑野信義が「KUWA★MAN」名義で参加している。
2. TRY UNITE! -extended version- [5:50]
作詞：サエキけんぞう、作曲・編曲：Rasmus Faber
  - テレビアニメ『輪廻のラグランジェ』オープニングテーマ
3. メロディ [5:39]
作詞・作曲・編曲：北川勝利、ストリングス編曲：長谷泰宏
  - OVA『たまゆら』パッケージ版第1巻、及びテレビ先行放送版第1話-第3話エンディングテーマ
4. 恋 [4:24]
作詞・作曲：三橋希幸、編曲：鈴木Daichi秀行
  - テレビアニメ『セイクリッドセブン』挿入歌
5. FLY [4:37]
作詞・作曲・編曲：コモリタミノル
ゆうゆへのオマージュのため[3]、地声と裏声を合わせたフワフワしたイメージを意識しながらミックスボイスでレコーディングされた[2]。
誰かに会いたいために空回りする箇所は、主人公を頭に思い描いて飛び込む様子をイメージしたという[4]。
6. 夏鳥 [5:36]
作詞・作曲：杉森 舞、編曲：清水信之
  - OVA『たまゆら』パッケージ版第2巻、及びテレビ先行放送版第4話エンディングテーマ
7. 宇宙的DON-DOKO-DON [4:00]
作詞：中島愛、西直紀　作曲・編曲：西脇辰弥
「少年と少女が手を取り合って宇宙まで行く」というジェットコースターの様な疾走感のあるスウィングロック[1]。BLUFFのホーンセクションが参加している。
タイトルは「どんな時も、どこにいても、どんと恋」を略した中島による造語である[2]。
  - オンラインゲーム『ラグナロクオンライン』7thアニバーサリーソングス
8. Hello! [4:37]
作詞・作曲・編曲：北川勝利、ストリングス編曲：長谷泰宏
  - テレビアニメ『輪廻のラグランジェ』エンディングテーマ
9. つながるまで [4:40]
作詞・作曲・編曲：宮川弾
  - テレビアニメ『セイクリッドセブン』最終回エンディングテーマ
10. 好キッス! KISS!! [3:43]
作詞・作曲：木村有希、編曲：鈴木Daichi秀行
  - 『と〜るりーす』CMソング
11. 神様のいたずら [4:33]
作詞・作曲：大江千里、編曲：清水信之
  - テレビアニメ『たまゆら〜hitotose〜』エンディングテーマ
12. 金色〜君を好きになってよかった  [8:08]
作詞：山田稔明　作曲：菅野よう子　編曲：Rasmus Faber
前作をリリースした直後に菅野が中島に歌って欲しいという希望を込めて事前に中島と話し合い、彼女の夢を音で表現した楽曲。中島自身非常に気に入っているため今までずっと温めてきたが、本作のリリースに際し最後に置く事に決めていた。タイトルには過去と今の中島を繋ぐ意味が込められており、10代と今の歌い方を混ぜている[1][3]。

### 特典LIVE DVD（初回限定盤のみ)
1. Raspberry Kiss
2. 虹いろ・クマクマ
3. ジェリーフィッシュの告白
4. アイモ
5. 蒼のエーテル
6. Shining On!
7. 好キッス! KISS!!
8. 星間飛行